# Wereldbeker schaatsen 2016/2017 - Teamsprint vrouwen
De teamsprint voor vrouwen voor de wereldbeker schaatsen 2016/2017 stond drie keer op het programma. De eerste was op 20 november 2016 in Nagano en de laatste was in Stavanger op 12 maart 2017.
Het was de tweede keer dat de teamsprint een officieel onderdeel van de wereldbeker de titelverdediger was China. Japan won twee van de drie wedstrijden en daarmee het eindklassement.

## Podia
| Wedstrijd: | Goud:                                                    | Tijd    | Zilver:                                                      | Tijd    | Brons:                                                             | Tijd    |
| Nagano     | Japan Arisa Go Erina Kamiya Maki Tsuji                   | 1.27,78 | Rusland Nadezjda Asejeva Olga Fatkoelina Jekaterina Sjichova | 1.28,58 | Nederland Floor van den Brandt Sanneke de Neeling Bo van der Werff | 1.29,78 |
| Heerenveen | Japan Erina Kamiya Arisa Go Nao Kodaira                  | 1.27,55 | Rusland Nadezjda Asejeva Olga Fatkoelina Jekaterina Sjichova | 1.28,68 | Nederland Bo van der Werff Anice Das Sanneke de Neeling            | 1.28,80 |
| Stavanger  | Nederland Floor van den Brandt Anice Das Marrit Leenstra | 1.27,44 | Japan Maki Tsuji Erina Kamiya Arisa Go                       | 1.27,94 | Noorwegen Martine Ripsrud Hege Bøkko Ida Njåtun                    | 1.28,16 |

## Eindstand
| #      | Land      | Schaatsers                                               | NAG | HVN | SVG | Totaal |
| ------ | --------- | -------------------------------------------------------- | --- | --- | --- | ------ |
| Goud   | Japan     | Go, Kamiya, Kodaira, Tsuji                               | 100 | 100 | 120 | 320    |
| Zilver | Nederland | Van den Brandt, Das, Leenstra, De Neeling, Van der Werff | 70  | 70  | 150 | 290    |
| Brons  | Rusland   | Asejeva, Fatkoelina, Kazelina, Sjichova                  | 80  | 80  | 0   | 160    |
| 4      | Noorwegen | Bjertnes, Bøkko, Njåtun, Ripsrud                         |     | 0   | 104 | 104    |
| 5      | Canada    | Hudey, McLean, Irvine                                    |     | 60  |     | 60     |
| 6      | China     | Shi, Zhao, Tao                                           | 60  |     |     | 60     |

2015/2016 · 
2016/2017 · 
2017/2018 · 
2018/2019 · 
2019/2020 · 
2020/2021 · 
2021/2022 · 
2022/2023 · 
2023/2024 · 
2024/2025